# 34. Szaturnusz-gála
A 34. Szaturnusz-gála a 2007-es év legjobb filmes és televíziós sci-fi, horror és fantasy alakításait értékelte. A díjátadót 2008. júniuus 24-én tartották a kaliforniai Universal City Hilton Hotelben.

## Győztesek és jelöltek
Forrás:

### Film
| Legjobb sci-fi-film | Legjobb fantasyfilm |
| --- | --- |
| - Cloverfield - A Fantasztikus Négyes és az Ezüst Utazó - Legenda vagyok - Az utolsó Mimic - Napfény - Transformers | - Bűbáj - Az arany iránytű - Harry Potter és a Főnix Rendje - A Karib-tenger kalózai: A világ végén - Pókember 3. - Csillagpor |
| Legjobb horrorfilm | Legjobb akciófilm, kalandfilm vagy filmthriller |
| - Sweeney Todd, a Fleet Street démoni borbélya - 1408 - A sötétség 30 napja - A szellemlovas - Grindhouse - A köd | - 300 - Börtönvonat Yumába - A Bourne-ultimátum - Die Hard 4.0 – Legdrágább az életed - Nem vénnek való vidék - Vérző olaj - Zodiákus |
| Legjobb animációs film | Legjobb nemzetközi film |
| - L’ecsó - Beowulf – Legendák lovagja - A Robinson család titka - Harmadik Shrek - A Simpson család – A film - Vigyázz, kész, szörf! | - Eastern Promises – Gyilkos ígéretek - Fekete Könyv - Nappali őrség - Goya kísértetei - Árvaház - Mesterdetektív |
| Legjobb férfi főszereplő | Legjobb női főszereplő |
| - Will Smith – Legenda vagyok (Dr. Robert Neville) - Gerard Butler – 300 (Leonidas király) - John Cusack – 1408 (Mike Enslin) - Daniel Day-Lewis – Vérző olaj (Daniel Plainview) - Johnny Depp – Sweeney Todd, a Fleet Street démoni borbélya (Sweeney Todd) - Viggo Mortensen – Eastern Promises – Gyilkos ígéretek (Nikolai Luzhin) | - Amy Adams – Bűbáj (Giselle) - Helena Bonham Carter – Sweeney Todd, a Fleet Street démoni borbélya (Nellie Lovett) - Ashley Judd – Bogárűző (Agnes White) - Belén Rueda – Árvaház (Laura García Rodríguez) - Carice van Houten – Fekete Könyv (Rachel Stein / Ellis de Vries) - Naomi Watts – Eastern Promises – Gyilkos ígéretek (Anna Khitrova)                                           |
| Legjobb férfi mellékszereplő | Legjobb női mellékszereplő |
| - Javier Bardem – Nem vénnek való vidék (Anton Chigurh) - Ben Foster – Börtönvonat Yumába (Charlie Prince) - James Franco – Pókember 3. (Harry Osborn) - Justin Long – Die Hard 4.0 – Legdrágább az életed (Matthew Farrell) - Alan Rickman – Sweeney Todd, a Fleet Street démoni borbélya (Turpin) - David Wenham – 300 (Dilios) | - Marcia Gay Harden – A köd (Mrs. Carmody) - Lizzy Caplan – Cloverfield (Marlena Diamond) - Lena Headey – 300 (Gorgo királyné) - Rose McGowan – Grindhouse (Cherry Darling) - Michelle Pfeiffer – Csillagpor (Lamia) - Imelda Staunton – Harry Potter és a Főnix Rendje (Dolores Umbridge)                                                                                                   |
| Legjobb fiatal színész | Legjobb rendező |
| - Freddie Highmore – A szeretet szimfóniája (Evan Taylor / August Rush) - Alex Etel – Én kicsi szörnyem - A mélység legendája (Angus MacMorrow) - Josh Hutcherson – Híd Terabithia földjére (Jesse "Jess" Aarons) - Daniel Radcliffe – Harry Potter és a Főnix Rendje (Harry Potter) - Dakota Blue Richards – Az arany iránytű (Lyra Belacqua) - Rhiannon Leigh Wryn – Az utolsó Mimic (Emma Wilder)                                                                                             | - Zack Snyder – 300 - Tim Burton – Sweeney Todd, a Fleet Street démoni borbélya - Frank Darabont – A köd - Paul Greengrass – A Bourne-ultimátum - Sam Raimi – Pókember 3. - David Yates – Harry Potter és a Főnix Rendje |
| Legjobb forgatókönyv | Legjobb filmzene |
| - Brad Bird – L’ecsó - Roger Avary, Neil Gaiman – Beowulf – Legendák lovagja - Coen testvérek – Nem vénnek való vidék - Michael Goldenberg – Harry Potter és a Főnix Rendje - Michael B. Gordon, Zack Snyder, Kurt Johnstad – 300 - John Logan – Sweeney Todd, a Fleet Street démoni borbélya | - Alan Menken – Bűbáj - Tyler Bates – 300 - Jonny Greenwood – Vérző olaj - Nicholas Hooper – Harry Potter és a Főnix Rendje - Mark Mancina – A szeretet szimfóniája - John Powell – A Bourne-ultimátum |
| Legjobb jelmez | Legjobb smink |
| - Colleen Atwood – Sweeney Todd, a Fleet Street démoni borbélya - Ruth Myers- Az arany iránytű - Penny Rose – A Karib-tenger kalózai: A világ végén - Sammy Sheldon – Csillagpor - Jany Temime – Harry Potter és a Főnix Rendje - Michael Wilkinson – 300 | - Ve Neill, Martin Samuel – A Karib-tenger kalózai: A világ végén - Howard Berger, Greg Nicotero, Jake Garber – Grindhouse: "Planet Terror" - Nick Dudman, Amanda Knight – Harry Potter és a Főnix Rendje - Davina Lamont, Gino Acevedo – A sötétség 30 napja - Peter Owen, Ivana Primorac – Sweeney Todd, a Fleet Street démoni borbélya - Shaun Smith, Mark Rappaport, Scott Wheeler – 300 |
| Legjobb különleges effektek | |
| - Scott Farrar, Scott Benza, Russell Earl, John Frazier – Transformers - Tim Burke, John Richardson, Paul J. Franklin, Greg Butler – Harry Potter és a Főnix Rendje - Michael L. Fink, Bill Westenhofer, Ben Morris, Trevor Wood – Az arany iránytű - John Knoll, Hal T. Hickel, Charles Gibson, John Frazier – A Karib-tenger kalózai: A világ végén - Scott Stokdyk, Peter Nofz, Spencer Cook, John Frazier – Pókember 3. - Chris Watts, Grant Freckelton, Derek Wentworth, Daniel Leduc – 300 | |

### Televízió

#### Műsorok
| Legjobb televíziós sorozat | Legjobb kábeltelevíziós sorozat |
| --- | --- |
| - Lost – Eltűntek (ABC) - Hősök (NBC) - Az utazó (NBC) - Halottnak a csók (ABC) - Odaát (The CW) - Terminátor – Sarah Connor krónikái (Fox)                                                                 | - Dexter (Showtime) - Csillagközi romboló (SyFy) - A főnök (TNT) - Kyle, a rejtélyes idegen (ABC Family) - Saving Grace (TNT) - Csillagkapu (SyFy) |
| Legjobb televíziós műsor | Legjobb nemzetközi televíziís sorozat |
| - Family Guy: "Griffinek háborúja" (Fox) - Csillagközi romboló: Penge (SyFy) - A Cég – A CIA regénye (TNT) - Fallen (ABC Family) - A sci-fi mesterei (ABC) - Shrekből az angyal (ABC) - A Bádogember (SyFy) | - Ki vagy, doki? (BBC) - Cape Wrath (Channel 4) - Jekyll (BBC One) - Élet a Marson (BBC One) - Robin Hood (BBC One) - Torchwood (BBC Three)        |

#### Színészek
| Legjobb televíziós színész | Legjobb televíziós színésznő |
| --- | --- |
| - Matthew Fox – Lost – Eltűntek (ABC) (Jack Shephard) - Matt Dallas – Kyle, a rejtélyes idegen (ABC Family) (Kyle) - Michael C. Hall – Dexter (Showtime) (Dexter Morgan) - Kevin McKidd – Az utazó (NBC) (Dan Vasser) - Edward James Olmos – Csillagközi romboló (SyFy) (William Adama) - Lee Pace – Halottnak a csók (ABC) (Ned) | - Jennifer Love Hewitt – Szellemekkel suttogó (CBS) (Melinda Gordon) - Anna Friel – Halottnak a csók (ABC) (Chuck Charles) - Lena Headey – Terminátor – Sarah Connor krónikái (Fox) (Sarah Connor) - Holly Hunter – Saving Grace (TNT) (Grace Hanadarko) - Evangeline Lilly – Lost – Eltűntek (ABC) (Kate Austen) - Kyra Sedgwick – A főnök (TNT) (Brenda Leigh Johnson)           |
| Legjobb televíziós férfi mellékszereplő | Legjobb televíziós női mellékszereplő |
| - Michael Emerson – Lost – Eltűntek (ABC) (Benjamin Linus) - Greg Grunberg – Hősök (NBC) (Matt Parkman) - Josh Holloway – Lost – Eltűntek (ABC) (James „Sawyer” Ford) - Erik King – Dexter (Showtime) (James Doakes) - Terry O’Quinn – Lost – Eltűntek (ABC) (John Locke) - Masi Oka – Heroes (NBC) (Nakamura Hiro)               | - Summer Glau – Terminátor – Sarah Connor krónikái (Fox) (Cameron) (döntetlen) - Elizabeth Mitchell – Lost – Eltűntek (ABC) (Juliet Burke) (döntetlen) - Jaimie Alexander – Kyle, a rejtélyes idegen (ABC Family) (Jessi) - Jennifer Carpenter – Dexter (Showtime) (Debra Morgan) - Jaime Murray – Dexter (Showtime) (Lila West) - Hayden Panettiere – Hősök (NBC) (Claire Bennet) |

### DVD
| Legjobb DVD | Legjobb speciális kiadású DVD |
| --- | --- |
| - The Cabinet of Dr. Caligari - Behind the Mask: The Rise of Leslie Vernon - Driftwood - Az őslakó - 9 – A szám hatalma - Fehér zaj 2: A fény                                          | - Szárnyas fejvadász: 5-Disc Ultimate Collector's Edition - Segítség, felnőttem!: Extended Edition - Harmadik típusú találkozások: 30th Anniversary Edition Blu-ray - Grindhouse – Halálbiztos: Extended and Unrated - A faun labirintusa: Platinum Series - Trója: Director's Cut – Ultimate Collector's Edition |
| Legjobb klasszikus film DVD | Legjobb DVD gyűjtemény |
| - A szörnycsapat - Az aligátor - A sötét kristály - Ál/Arc - Flash Gordon - Boszorkányvadász generális                                                                                 | - A Mario Bava gyűjtemény - A Godzilla-gyűjtemény - A Sergio Leone-antológia - A Sonny Chiba-gyűjtemény - Stanley Kubrick: Warner Home Video Directors Series - Vincent Price: MGM Screen Legends Collection |
| Legjobb televíziós műsor DVD | Legjobb retro televíziós műsor DVD |
| - Hősök: 1. évad - Eureka: 1. évad - Vagányok - Öt sikkes sittes: 2-3. évad - Lost – Eltűntek: 3. évad - MI-5 - Az elit alakulat: Volumes 4-5 - Bolygónk, a Föld: A teljes BBC-sorozat | - Twin Peaks: The Definitive Gold Box Edition - Great Performances: "Drakula gróf" – A teljes BBC-minisorozat - Land of the Giants: A teljes sorozat - Mission: Impossible: 2-3. évad - The Wild Wild West: 2-3. évad - Az ifjú Indiana Jones kalandjai Első kötet – A korai évek                                 |

### Különdíj
- George Pal Memorial Award: Guillermo del Toro
- Életműdíj: Halmi Róbert, Robert Halmi, Jr.
- Filmmakers Showcase Award: Matt Reeves - Cloverfield
- The Special Achievement Award: Tim Lucas, Donna Lucas
- The Service Award: Fred Barton

## Fordítás
- Ez a szócikk részben vagy egészben  a(z)   34th Saturn Awards című angol Wikipédia-szócikk fordításán alapul.  Az eredeti cikk szerkesztőit annak laptörténete sorolja fel. Ez a jelzés csupán a megfogalmazás eredetét és a szerzői jogokat jelzi, nem szolgál a cikkben szereplő információk forrásmegjelöléseként.